# Victoria Rodríguez (presentadora)
Victoria Rodríguez Arralde (Montevideo, 5 de diciembre de 1972) es una presentadora de televisión, actriz, artista plástica y traductora uruguaya.

## Biografía

### Primeros años
Nació en el antiguo Sanatorio Impasa el 5 de diciembre de 1972, como hija de un abogado y una empleada de Sudamtex; es la mayor de tres hermanos. Asistió al Colegio Ivy Thomas Memorial School y al Instituto Preuniversitario Juan XXIII. Se graduó con el título de Traductora Pública de la Universidad de la República.

### Carrera
En 1993, inició su actividad profesional en televisión como copresentadora en Teledoce del programa deportivo Oxígeno, junto a Fernando Tetes y Alejandro Figueredo. Luego condujo los programas de turismo Verano del... y Los viajes del 12, este último programa en ocasiones esporádicas reemplazando al presentador Julio Alonso. En los inicios de la década de 2000, condujo los programas de entretenimiento Metro a metro y Uruguay es oro. 
En 2007 comenzó a conducir el magacín matutino Bien despiertos, junto a Mariano López y María García. Abandonó el programa para moderar Esta boca es mía, que ha constituido uno de sus máximos éxitos y sigue en emisión, siendo uno de los programas más longevos del canal. También condujo el ciclo periodístico A conciencia.
A partir de 2008 incursionó en el mundo de la actuación, donde participó de obras teatrales como Al encuentro de las Tres Marías, Un tranvía llamado deseo, Casa de muñecas y Perfectos desconocidos.
Condujo Décadas en 2012 junto a Ruben Rada, un formato internacional con homenajes a músicos y bandas, en el marco del 50° aniversario de Teledoce.
Como artista plástica, ha expuesto algunos de sus cuadros en galerías de arte.

## Vida privada
Tiene dos hijos: Delfina y Víctor. Entre 2021 y 2022 mantuvo una relación con el veterinario Sebastián Brun.

## Trayectoria

### Teatro
| Año       | Título                              | Personaje           | Dirección        |
| --------- | ----------------------------------- | ------------------- | ---------------- |
| 2008-2009 | Al encuentro de las Tres Marías[17] | Juana de Ibarbourou | Álvaro Ahunchain |
| 2011      | Un tranvía llamado deseo[18]        | Blanche du Bois     | Roberto Jones    |
| 2014      | Casa de muñecas[19]                 | Nora                | Roberto Jones    |
| 2016      | Radojka[20]                         | Radojka             | Álvaro Ahunchain |
| 2019      | Perfectos desconocidos[21]          |                     | Álvaro Ahunchain |
| 2024      | A mi me aplauden[22]                |                     |                  |
| 2025      | La Piedad[23]                       |                     | Adriana Da Silva |

### Televisión
| Año           | Programa                  | Rol                       | Notas                                        |
| ------------- | ------------------------- | ------------------------- | -------------------------------------------- |
| 1993          | Oxígeno[24]               | Copresentadora            | Junto a Fernando Tetes y Alejandro Figueredo |
| 1994-2007     | Verano del...             | Presentadora              |                                              |
| 1996          | Los viajes del 12[2]      | Presentadora              | En reemplazo de Julio Alonso                 |
| 2001          | Metro a metro             | Presentadora              |                                              |
| 2003          | El Uruguay es oro         | Presentadora              |                                              |
| 2006-2007     | Bien despiertos[25]       | Copresentadora            | Junto a Mariano López y María García         |
| 2007          | A conciencia              | Presentadora              |                                              |
| 2008-presente | Esta boca es mía[26]      | Presentadora y moderadora |                                              |
| 2012          | Décadas[27]               | Copresentadora            | Junto a Ruben Rada                           |
| 2020          | Referentes[28]            | Entrevistadora            | Ciclo de entrevistas                         |
| 2022          | ¿Quién es la máscara?[29] | Concursante               | 10.ª desenmascarada                          |

## Premios y nominaciones
| Año  | Premios      | Categoría        | Trabajo nominado | Resultado |
| ---- | ------------ | ---------------- | ---------------- | --------- |
| 2010 | Premios Iris | Conducción en TV | Esta boca es mía | Nominada  |
| 2012 | Premios Iris | Conductora       | Esta boca es mía | Nominada  |
| 2013 | Premios Iris | Conductora       | Esta boca es mía | Nominada  |
| 2014 | Premios Iris | Conductora       | Esta boca es mía | Ganadora  |
| 2016 | Premios Iris | Conductora       | Esta boca es mía | Nominada  |
| 2017 | Premios Iris | Conductora       | Esta boca es mía | Ganadora  |
| 2017 | Premios Iris | Iris de Oro      | Esta boca es mía | Ganadora  |
| 2018 | Premios Iris | Conductora       | Esta boca es mía | Nominada  |